# Лончани (Опольське воєводство)
Лончани (пол. Łączany) — село в Польщі, у гміні Намислув Намисловського повіту Опольського воєводства.
Населення — 312 осіб (2011).

## Демографія
Демографічна структура станом на 31 березня 2011 року:
|          | Загалом | Допрацездатний вік | Працездатний вік | Постпрацездатний вік |
| -------- | ------- | ------------------ | ---------------- | -------------------- |
| Чоловіки | 169     | 34                 | 120              | 15                   |
| Жінки    | 143     | 23                 | 88               | 32                   |
| Разом    | 312     | 57                 | 208              | 47                   |